# Champagnac-la-Prune
 Champagnac-la-Prune  là một xã thuộc tỉnh Corrèze trong vùng Nouvelle-Aquitaine miền trung Pháp.